# Gjallarhorn (musikgrupp)
Gjallarhorn, en svenskspråkig folkmusik- eller världsmusikgrupp från Finland bildad 1994. Gruppen blandar finlandssvenska spelmanstraditioner från Österbotten, medeltida ballader och finsk runosång med utländska instrument som didjeridu. Gruppens namn är tagen från den nordiska mytologin. Gruppen är baserad i Jakobstad.

## Medlemmar
Nuvarande medlemmar
- Petter Berndalen – slagverk (2004 – )
- Adrian Jones – altfiol, mandola, kalimba (2000 – )
- Göran Månsson – flöjt, kontrabas, blockflöjt (2005 – )
- Jenny Wilhelms – sång, fiol, kulning, hardingfela (1994 – )

Tidigare medlemmar
- Jakob Frankenhaeuser – didjeridu (1994 – 1996)
- David Lillkvist – slagverk (1996 – 2002)
- Tommy Mansikka-aho – didjeridu, slideridoo, mungiga (1996 – 2004)
- Christopher Öhman – altfiol, mandola (1994 – 2000)
- Sara Puljula – slagverk (2002 – 2003)

## Diskografi
- Ranarop – 1997 (remastrad utgåva 2002) (Ran är i den nordiska mytologin en sjö-gudinna)
- Sjofn – 2000 (Sjöfn är den gudinna i den nordiska mytologin som väcker kärlek och passion mellan människor. Sjöfn står som beskyddarinna för denna skiva där texterna handlar om kärleksmöten och vårritualer)
- Grimborg – 2002
- Rimfaxe – 2006